# Chorthippus keshanensis
Chorthippus keshanensis är en insektsart som beskrevs av Zhang, Fengling, Yiping Zheng och Bingzhong Ren 199. Chorthippus keshanensis ingår i släktet Chorthippus och familjen gräshoppor. Inga underarter finns listade i Catalogue of Life.